# 艾蓮娜公主
《艾蓮娜公主》（英語：Elena of Avalor）是美國的電腦動畫電視卡通，因為加拿大的需求，在2016年6月20日開始播放，在7月1日在網路上播放，在稍早的同年6月22日曾在美國的迪士尼頻道播放過電視首映。此一系列的主題是拉丁裔的公主艾蓮娜以及她的家庭，故事延續著Disney Junior的卡通《小公主蘇菲亞》。

## 簡介
年輕的艾蓮娜公主（全名Elena Castillo Flores）在15歲生日時，其父母贈予她一串魔法項鍊為禮物。在她16歲時，邪惡的女巫蘇莉琪入侵她的家鄉阿瓦洛魔法王國，導致國王與王后因此遇害，唯獨祖父母法蘭斯科和露伊莎以及艾蓮娜的妹妹伊莎貝爾公主不得不在宮廷巫師麥提歐的祖父、前宮廷巫師阿拉卡薩的魔力協助之下藏匿在一幅有魔力的畫像之中逃過劫難，艾蓮娜則是被項鍊的法力所救卻被困在項鍊之中。宮廷巫師阿拉卡薩在花費四十一幫助艾蓮娜公主解除封印，釋放家人。艾蓮娜公主擊釋放家人並成功擊敗女巫蘇莉琪並奪回阿瓦洛王國的和平，但她得學習如何重建與治理阿瓦洛王國也在冒險中發現身為統治者必須要擔負的角色需要体贴、有弹性和同理心，正是所有真正領袖需要的特質。但因為艾蓮娜公主只有十六歲（物理年齡，年代年齡有16+41歲）尚未成年的緣故依法不能繼承王位並獨立治國，因此她在大議會（Grand Council，成員由她的祖父母、堂親艾斯特班以及一個名叫娜歐蜜的平民組成）的輔佐之下以女王儲（Crown Princess）的身分進行統治。艾蓮娜公主身邊還有皇家禁衛隊中尉蓋柏、一隻名叫蘇索的動物聖靈，以及飛天豹的協助下度過種種考驗與試煉，才能成為正統的繼承者。

## 集數
| 季數 | 集数 | 集数 | 首播日期       | 首播日期      |
| 季數 | 集数 | 集数 | 首映           | 季终          |
| ---- | ---- | ---- | -------------- | ------------- |
| 1    | 25   | 25   | 2016年7月22日  | 2017年10月1日 |
| 2    | 24   | 24   | 2017年10月14日 | 2019年6月1日  |
| 3    | 28   | 28   | 2019年10月7日  | 2020年8月23日 |

## 製作
艾蓮娜公主的執行製作克雷格·格柏提到：「我們卡通中的王國是因為拉丁美洲文化的靈感才產生的，因此我們需要用正確的方式來詮釋。雖然是在幻想世界中，但其中有許多很真實，有說服力的內容。」。編劇Silvia Olivias說：「我們有文化顧問，在影片製作的過程一路協助我們。他們從戲劇的前提就開始參與，瞭解所有的細節，到最後動畫草稿時也是一樣。」。拉丁音樂顧問Rene Camacho提到有關動畫中的音樂「卡通中整體用的音樂風格都是拉丁風格的，很有節慶氣氛。」

## 獎項與提名
| 年度 | 獎項           | 分類                  | 提名                                       | 結果 |
| ---- | -------------- | --------------------- | ------------------------------------------ | ---- |
| 2017 | 安妮獎         | 最佳兒童電視動畫/廣播 | Episode: "A Day to Remember"               | 提名 |
| 2017 | 美国编剧工会奖 | 電視系列：動畫類      | 克雷格·格柏 – Episode: "First Day of Rule" | 提名 |

## 海外播映
| 香港 ViuTV 星期一至三 16:30－17:00                   | 香港 ViuTV 星期一至三 16:30－17:00          | 香港 ViuTV 星期一至三 16:30－17:00 |
| ---------------------------------------------------- | ------------------------------------------- | ---------------------------------- |
|                                                      | 艾蓮娜公主 第3季 （2021年2月17日－4月21日） |                                    |
| 露娜環遊世界 第1季 （2020年11月17日－2021年2月16日） | 樂佩的魔髮冒險 （2021年5月3日－6月16日）    |                                    |

## 外部連結
- 官方网站
- 互联网电影数据库（IMDb）上《艾蓮娜公主》的资料（英文）